# Summer Palace
Summer Palace (Yíhéyuán) è un film del 2006 diretto da Lou Ye. È stato presentato in concorso al 59º Festival di Cannes.

## Distribuzione
In Italia, il film è stato distribuito direttamente in home video da 01 Distribution il 9 novembre 2011.

## Riconoscimenti
- 2006 - Festival di Cannes
  - In concorso per la Palma d'oro